# 德里加爾斯基港

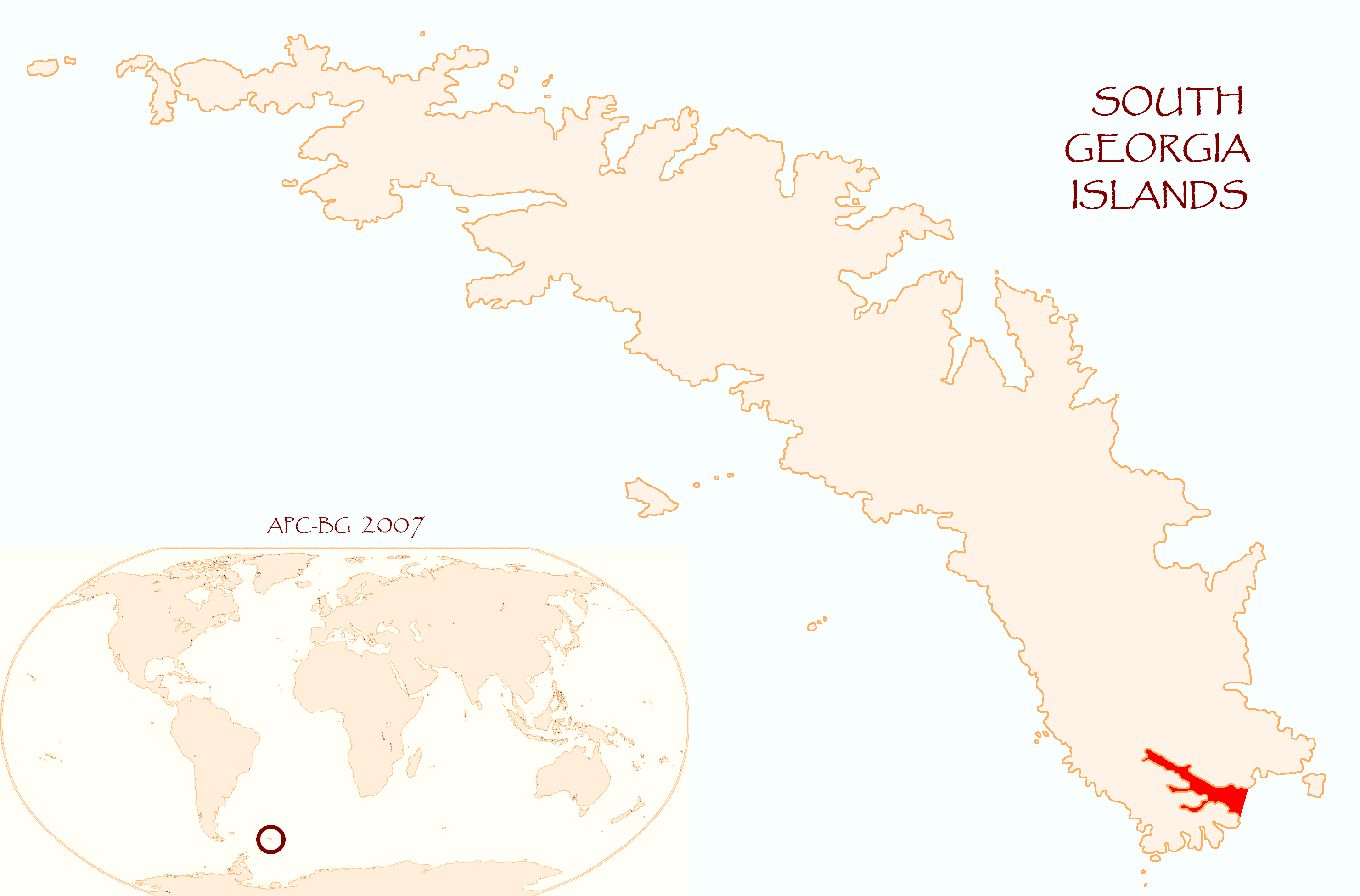
德里加爾斯基峽灣在南喬治亞島的位置

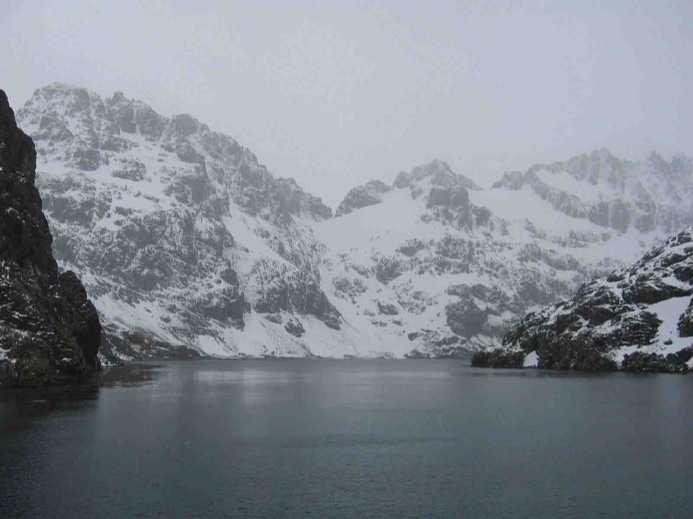

德里加爾斯基峽灣（德語：Drygalski-Fjord），是英國海外領土南喬治亞與南桑威奇群島的峽灣，位於南喬治亞島南岸，處於納特里斯角以北，長11公里、寬1.6公里，由德國探險隊繪入地圖。